# Nariño (Cundinamarca)
Nariño – miasto w Kolumbii, w departamencie Cundinamarca.